# Budești, Vâlcea
Budești este satul de reședință al comunei cu același nume din județul Vâlcea, Muntenia, România.
 Acest articol despre o localitate din județul Vâlcea este deocamdată un ciot. Puteți ajuta Wikipedia prin completarea lui.